# Флора Намібії

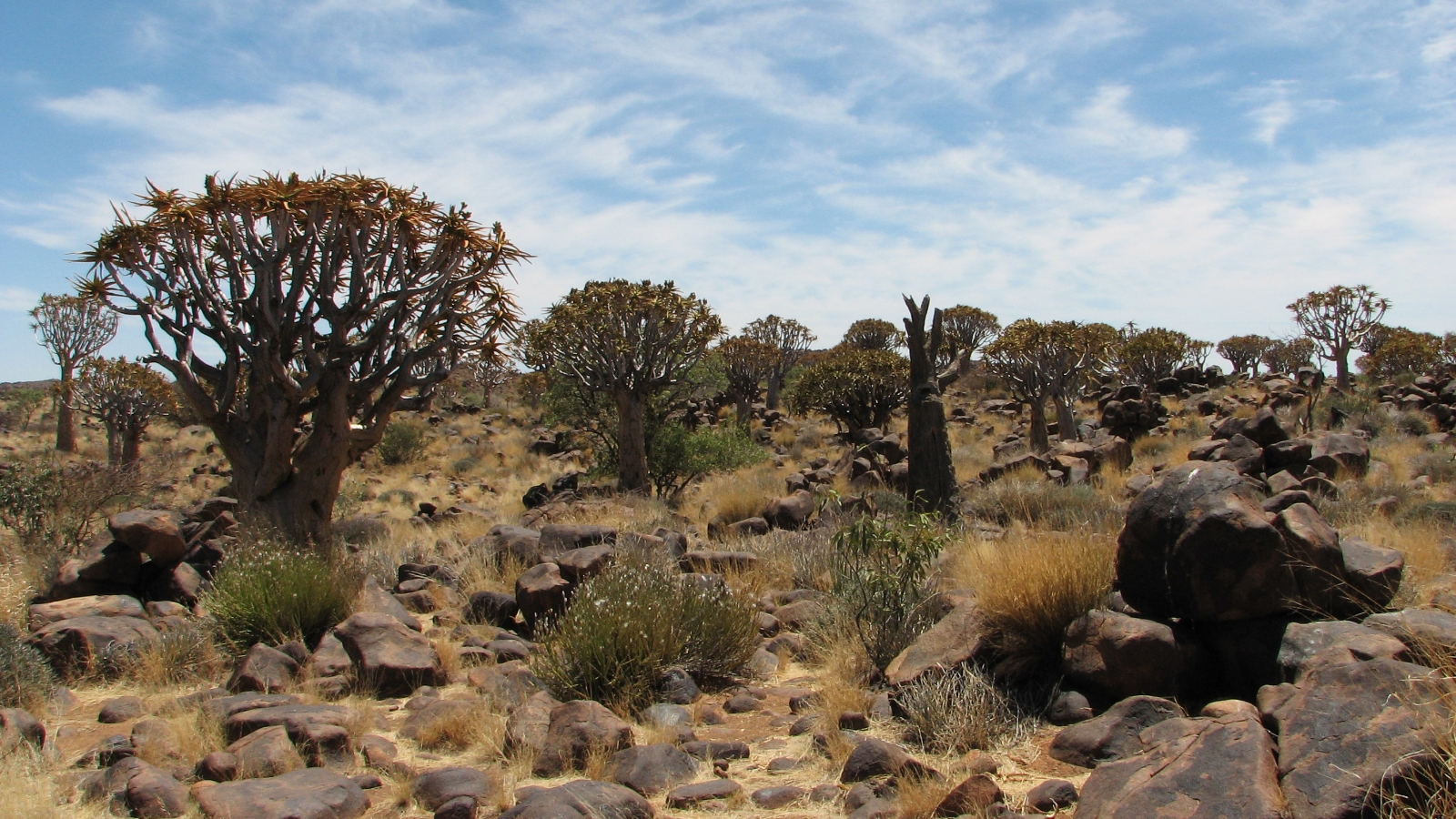
Сагайдачні дерева в Намібії

Флора Намібії налічує близько 4000 насінних рослин, які є корінними для неї і майже 15 % з них вважаються ендемічними для країни.

## Природні умови

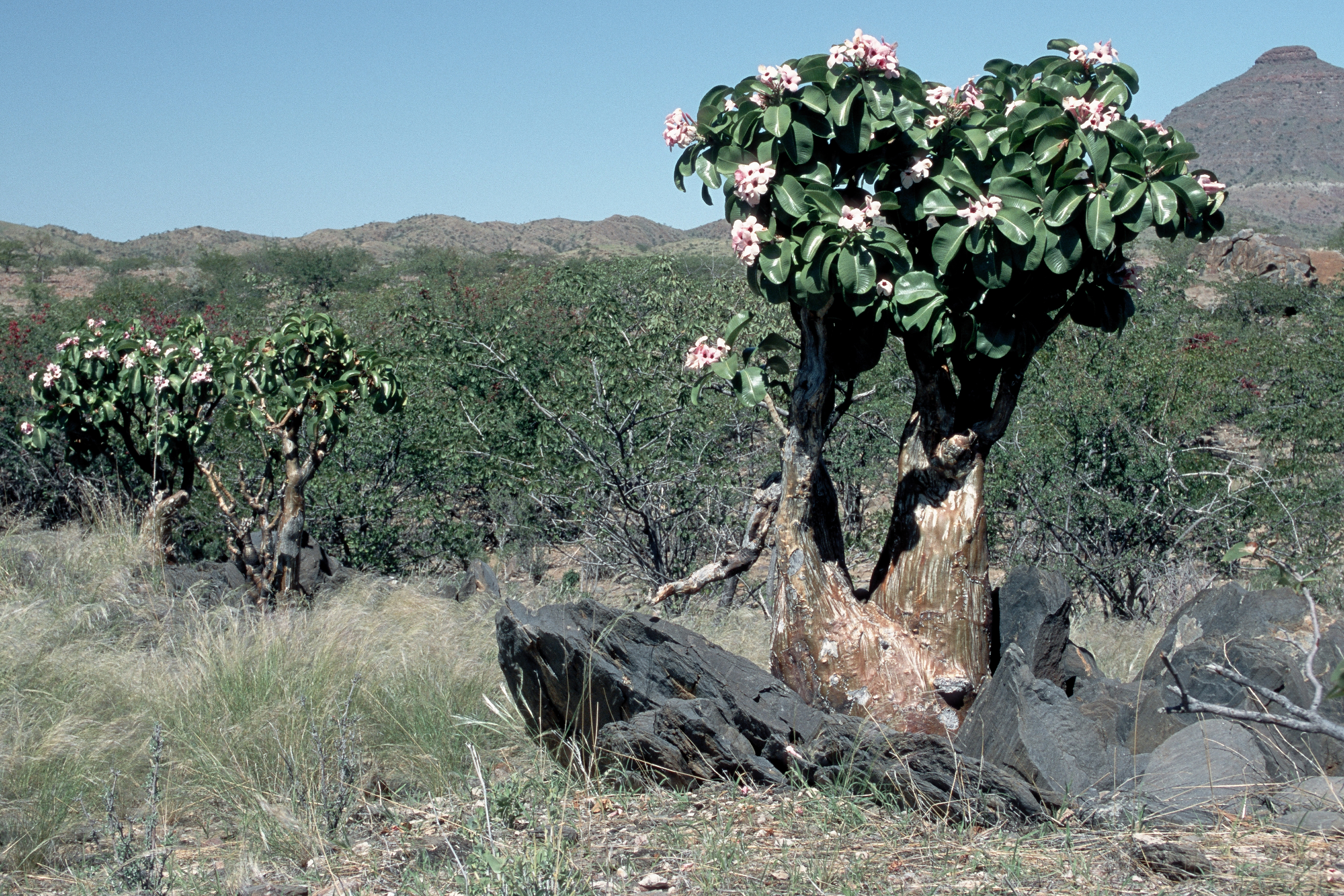
Adenium boehmianum

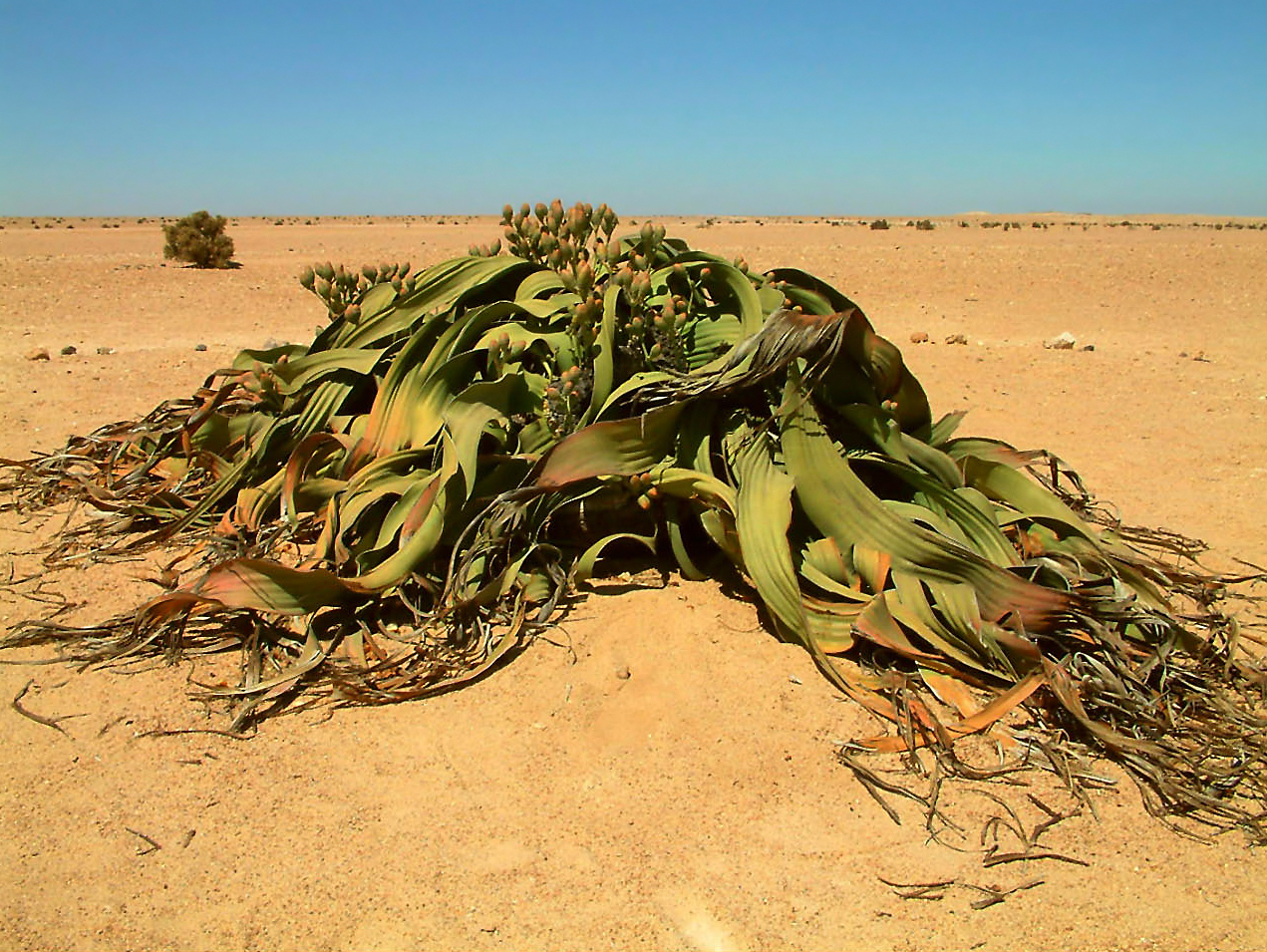
Вельвічія дивна

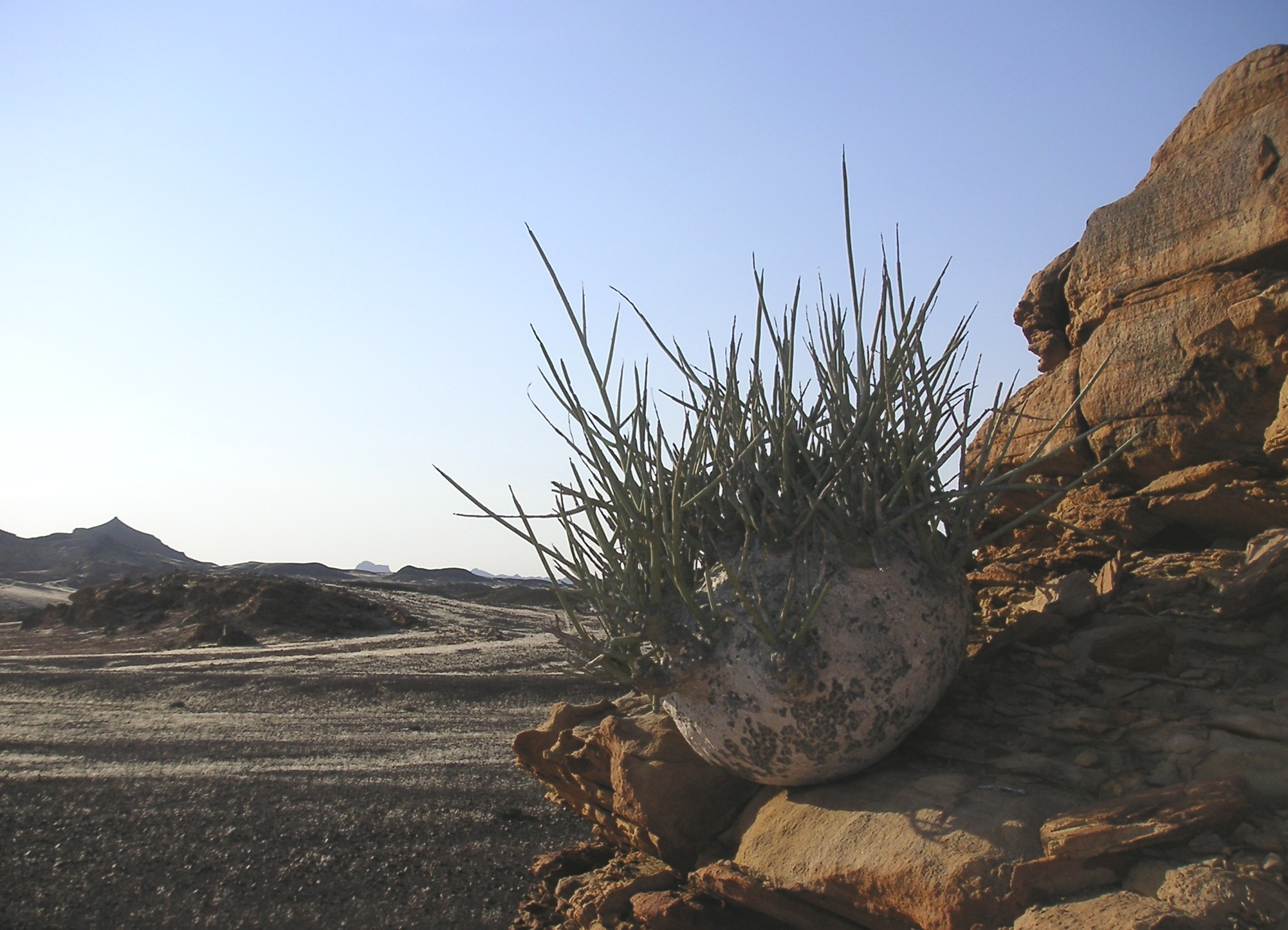
Аденія

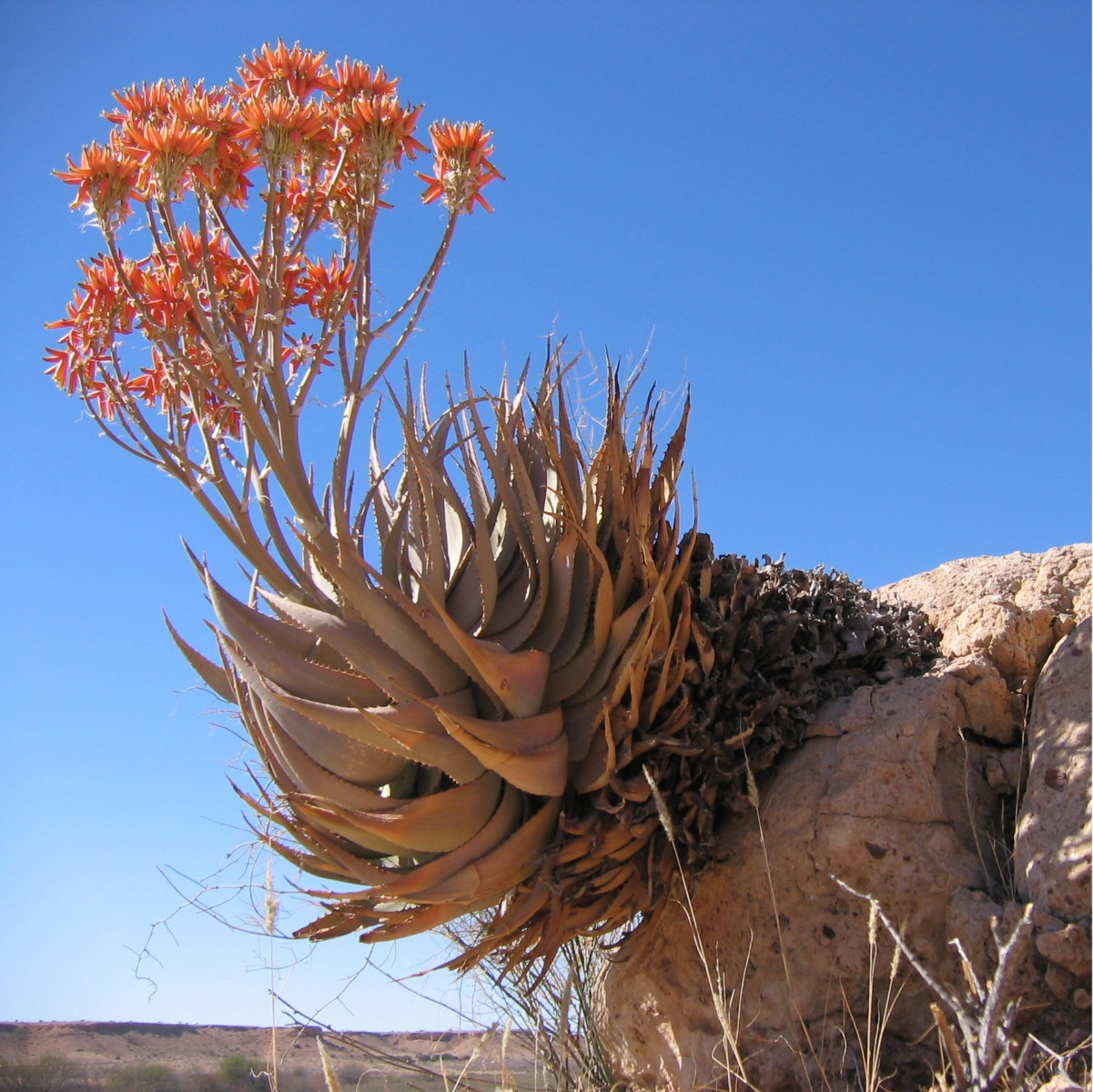
Aloe hereroensis

Намібія розташована в другій сухій області Африки після Сахари і є найпосушливішою африканською країною на південь від Сахари. Незважаючи на це, в країні є і ліси, і пустелі. Основними причинами багатства видів у Намібії є численні та різноманітні умови, які сприяють розвитку таксонів, а інші фактори включають різноманітність навколишнього середовища, різні режими опадів і періодичні коливання клімату з давніх часів. Більша частина землі в Намібії використовується для ведення сільського господарства, яке базується на природному випасу худоби, при цьому важливе значення набуває розведення дичини, але значна частина землі має обмежений доступ через видобування корисних копалин та статус природоохоронних територій.

## Флора
Флора країни налічує близько 164 родин вищих рослин, з них 32 представлені лише одним видом. Найвідоміші і найрізноманітніші родинами, які поширені в усьому світі, є злакові (Poaceae), айстрові (Asteraceae) і бобові (Leguminosae). Але є багато родин, які представлені ендемічними, рідкісними і характерними рослинами. Найвідомішою з них є вельвічія дивна (Welwitschia mirabilis), яка є єлиним представником не лише родини Welwitschiaceae, але й порядку Welwitschiales. Деякі автори навіть відносять вид до монотипного класу Welwitschiopsida (B. Boivin 1956). Ця рослина зображена на державному гербі Намібії.
З 930 прийнятих родів у Намібії близько 370 є по суті африканцями, майже 170 представлені лише у Південній Африці. Близько 600 видів, ендемічних для Намібії, відносяться до 60 родин і близько 230 родів.
Намібія поділяє два центри ендемізму і різноманіття рослин із сусідніми країнами: область Каоковельд (з Анголою) на півночі і область річки Оранжева (з Південно-Африканською Республікою) на півдні.
Території високої різноманітності рослин включають південний Наміб, Каоковельд, високогірний район Отаві/Карствельд, басейн Окаванґо і Кхомаське високогір'я.
39 районів Намібії вважаються важливими на міжнародному рівні завдяки своїм унікальним рослинам.

## Походження і зв'язки флори Намібії
Інтерпретації витоків флори Намібії є складними, оскільки визначено дев'ять флористичних груп, кожна зі своїми характерними таксонами, спорідненістю та історією.
Молекулярні дослідження показують, що область Гансберга може містити стародавню флору з віком 20,3 млн років, пов'язану зі Східно-Капською провінцією Південно-Африканської Республіки. Цей зв'язок все ще очевидний з існуючих роз'єднаних видів.
Друга найстаріша група розташована на північному заході (11,5 млн років) і пов'язана з південно-східним африканським посушливим коридором. Більшість таксонів є африканцями з розширеннями через Аравійський півострів до Азії, але деякі таксони мають зв'язки з Південною Америкою. Вони, здається, є одними з найдавніших таксонів, і найімовірнішим поясненням їхньої присутності тут є море Тетіс. Наймолодша група — сукулентний пустельний район Південного Наміба, де найпомітнішою є родина аїзових (Aizoaceae) або мезембріантемових (Mesembryanthemaceae).

## Загрози
Багато видів рослин знаходяться під загрозою втрати середовища проживання та/або незаконного збору. Принаймні 23 видам в Намібії загрожує вимирання. Більшість людей країни безпосередньо залежать від рослин. Багато видів рослин в Намібії використовуються для харчування, будівництва, медицини і т. ін. Деякі з них вже перебувають під комерційною розробкою. Тиск на місцеві рослини зростає з ростом населення та економічного розвитку. 395 видів рослин Намібії занесені до Червоного списку Міжнародного союзу охорони природи. З них 347 мають статус Найменший ризик (LC), 8 — даних недостатньо (DD), 12 — види, близькі до загрозливого стану (NT), 22 — уразливі види (VU), 3 — види під загрозою вимирання (EN), 3 — види на межі зникнення (CR).

## Галерея

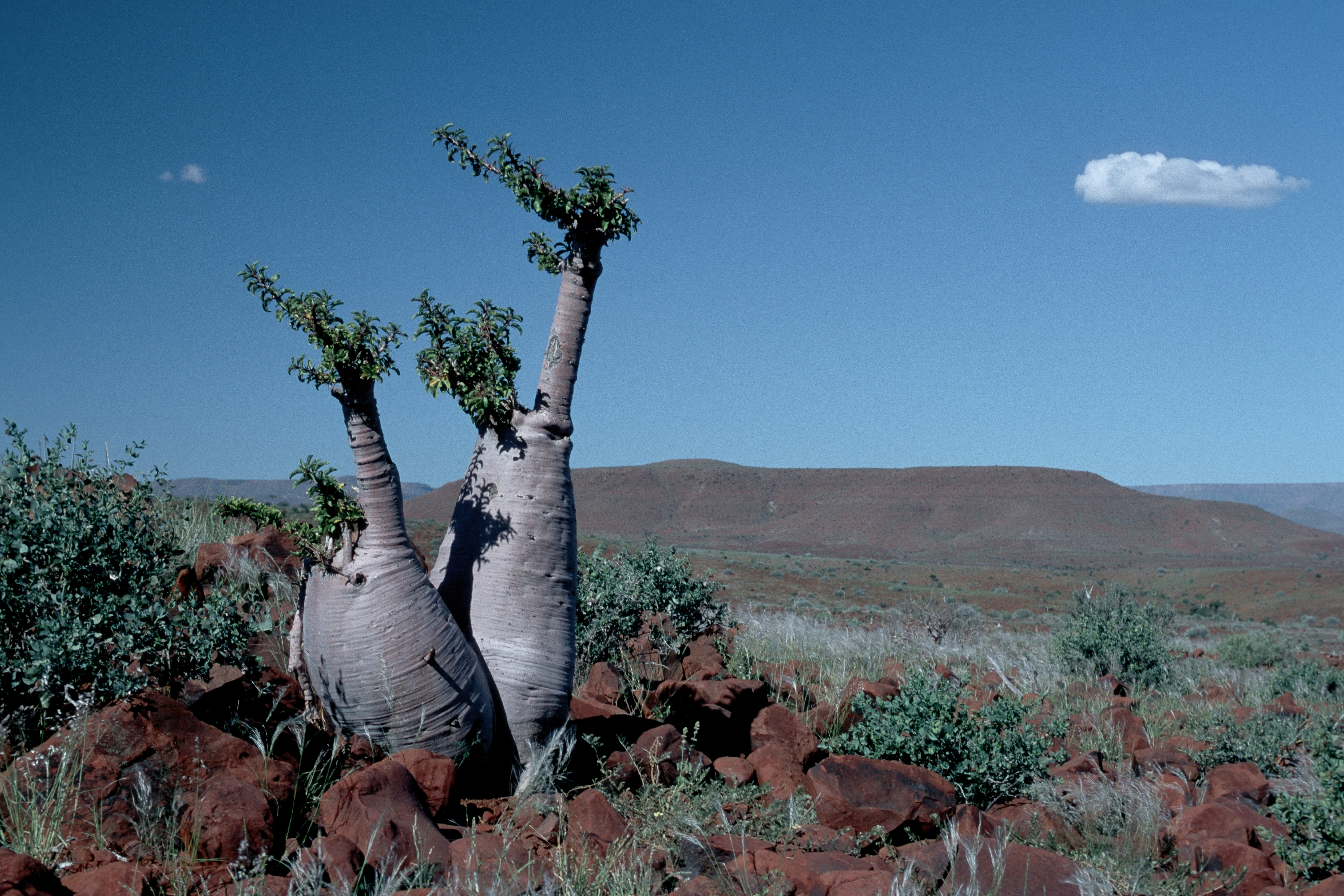
Pachypodium lealii
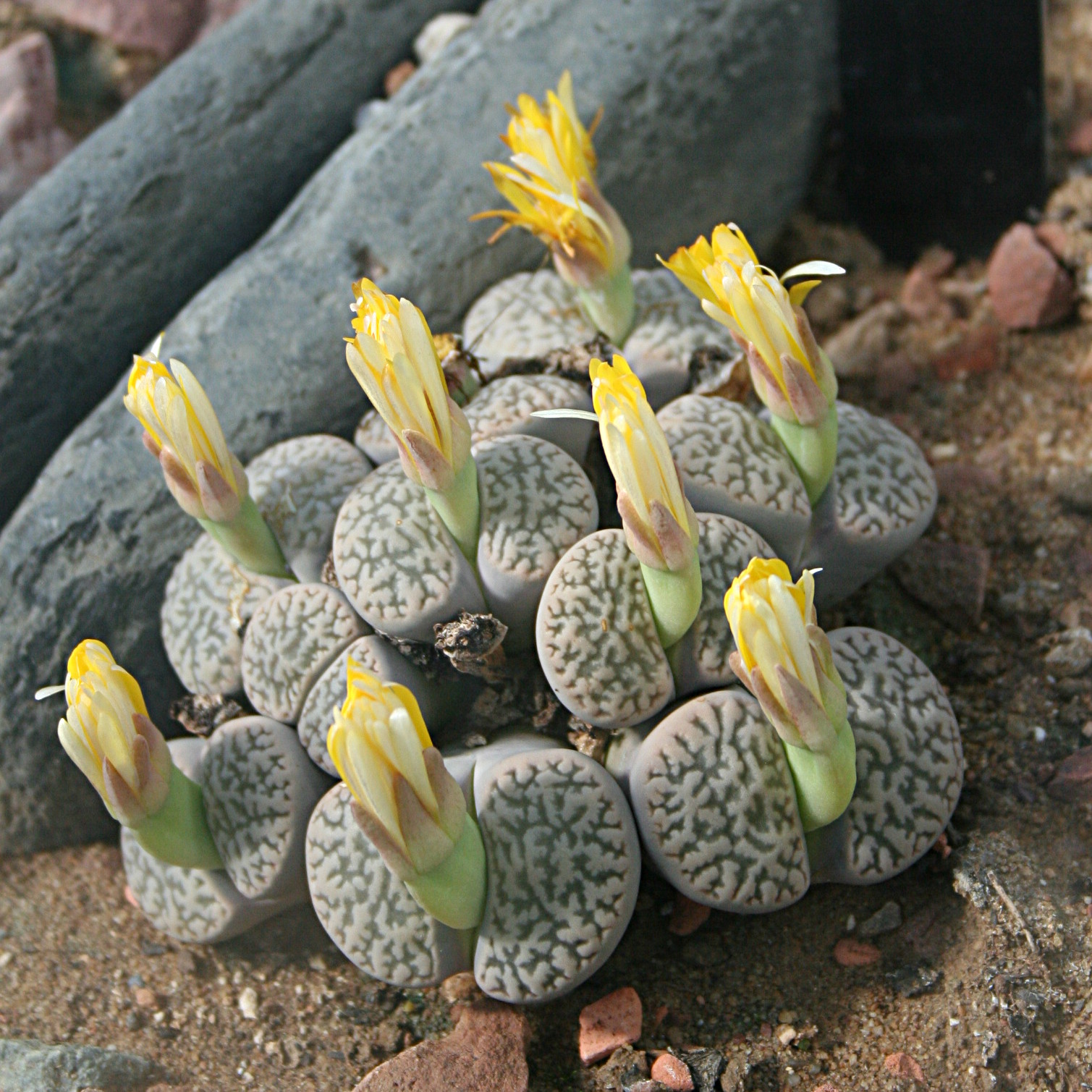
«Живі камінці» — літопси
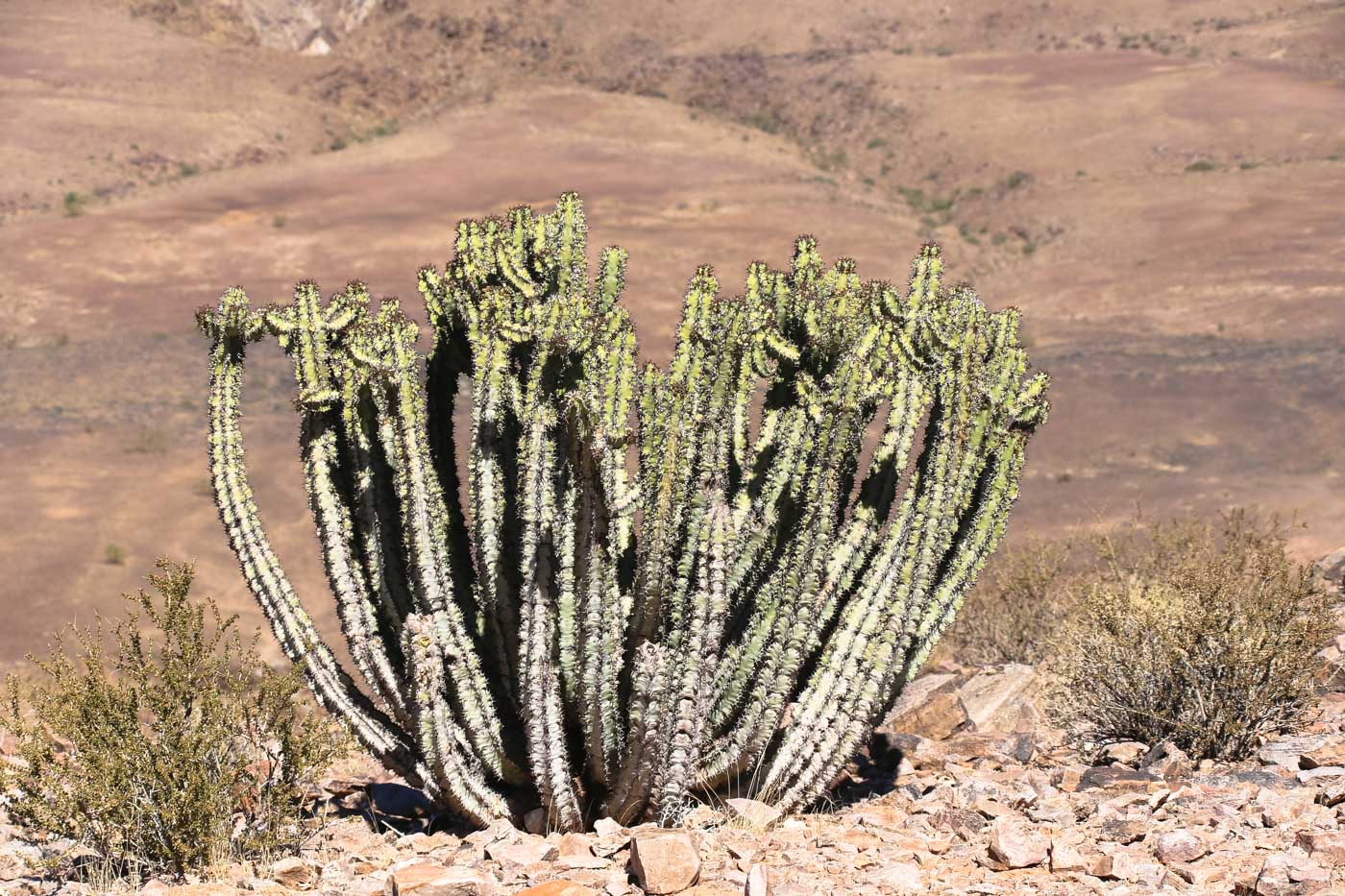
Euphorbia virosa
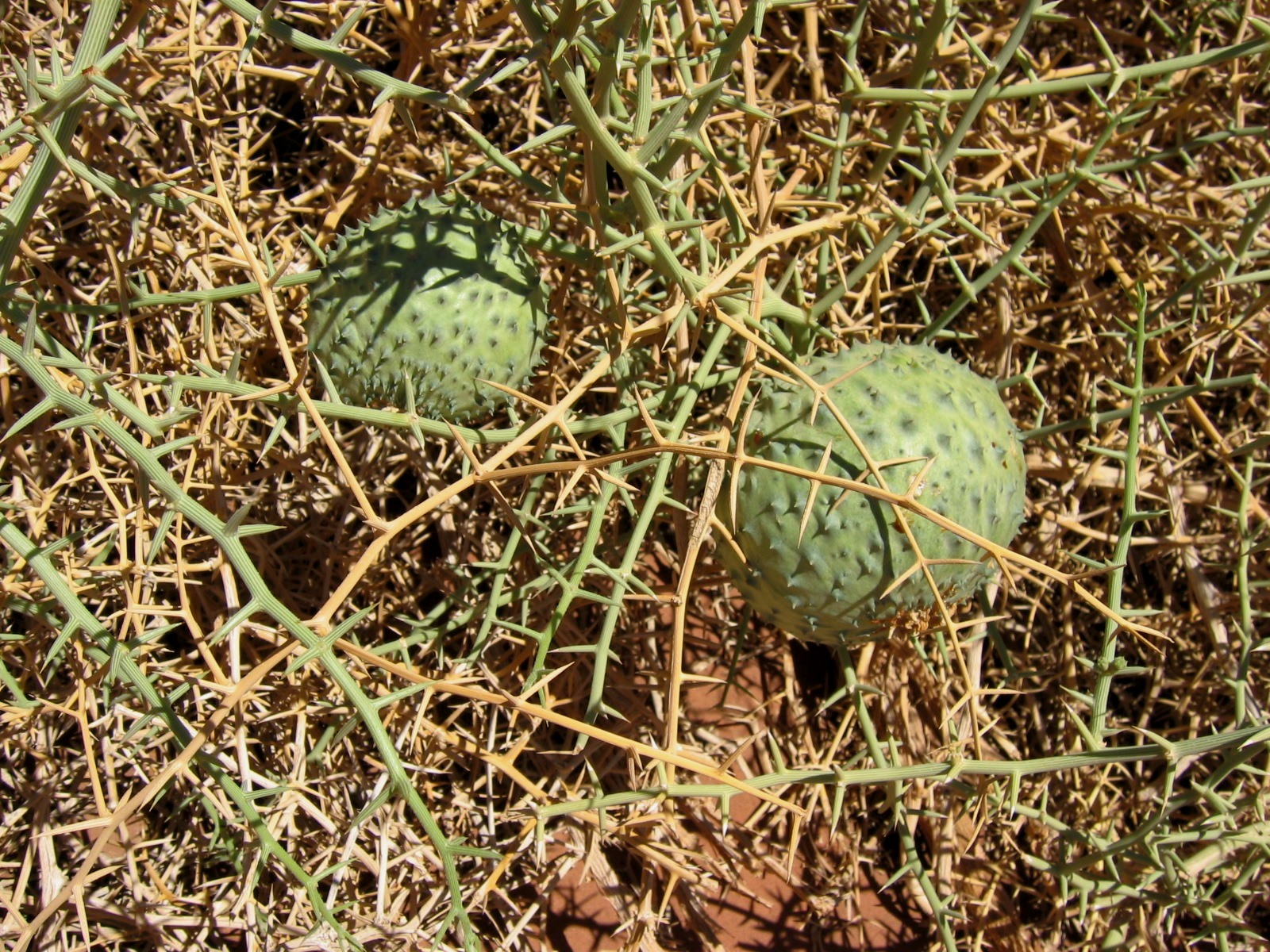
Нара
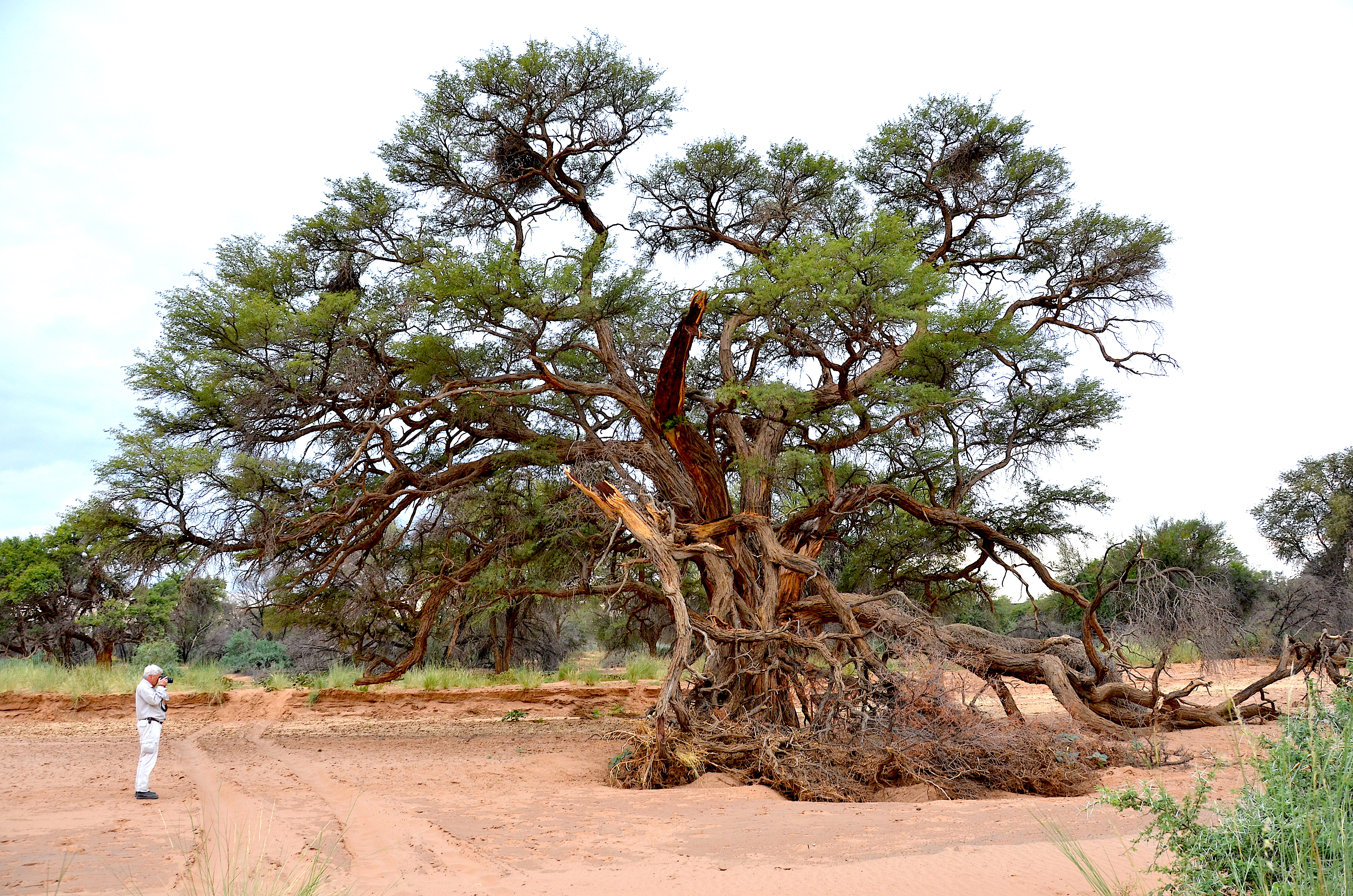
Vachellia erioloba
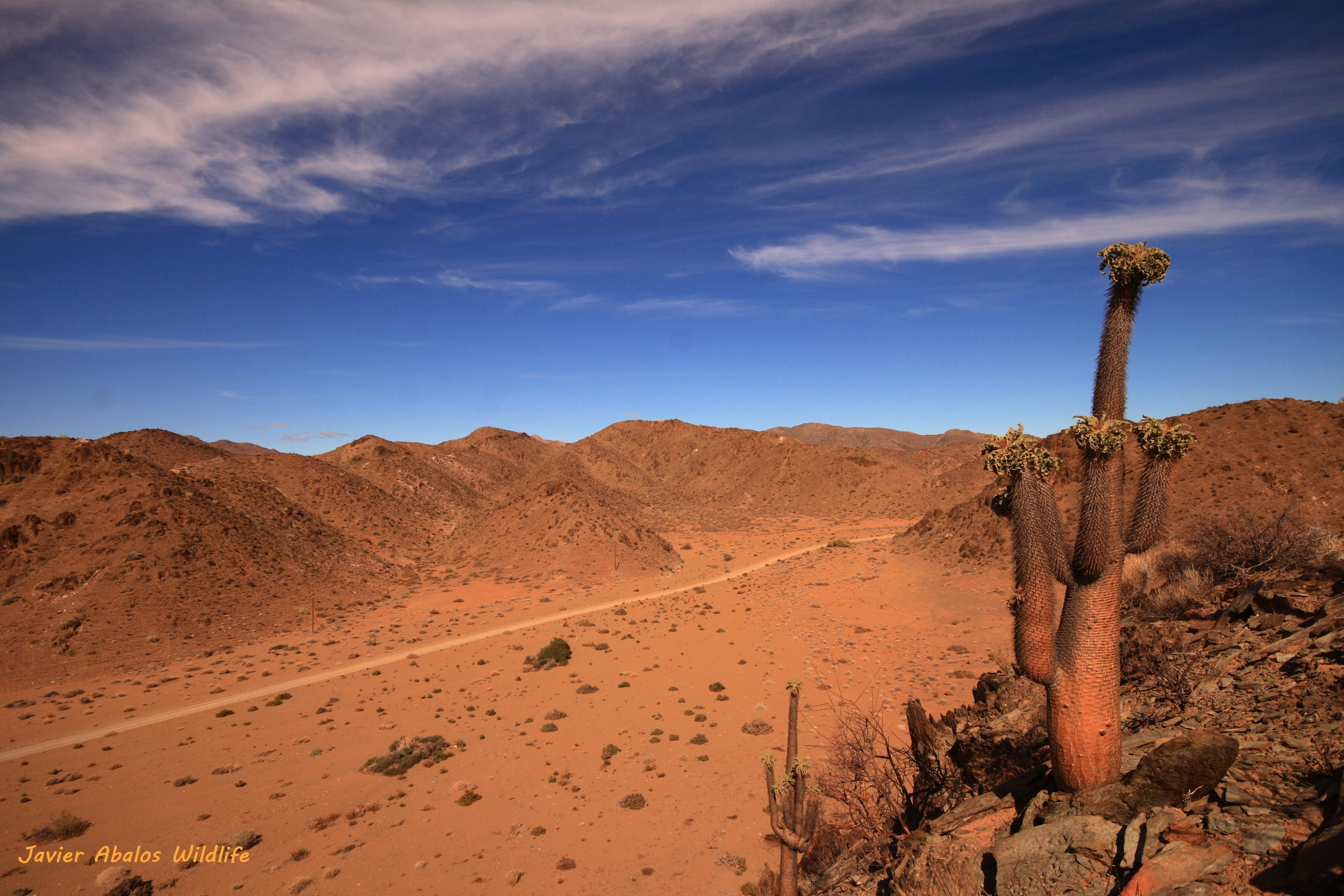
Pachypodium namaquanum
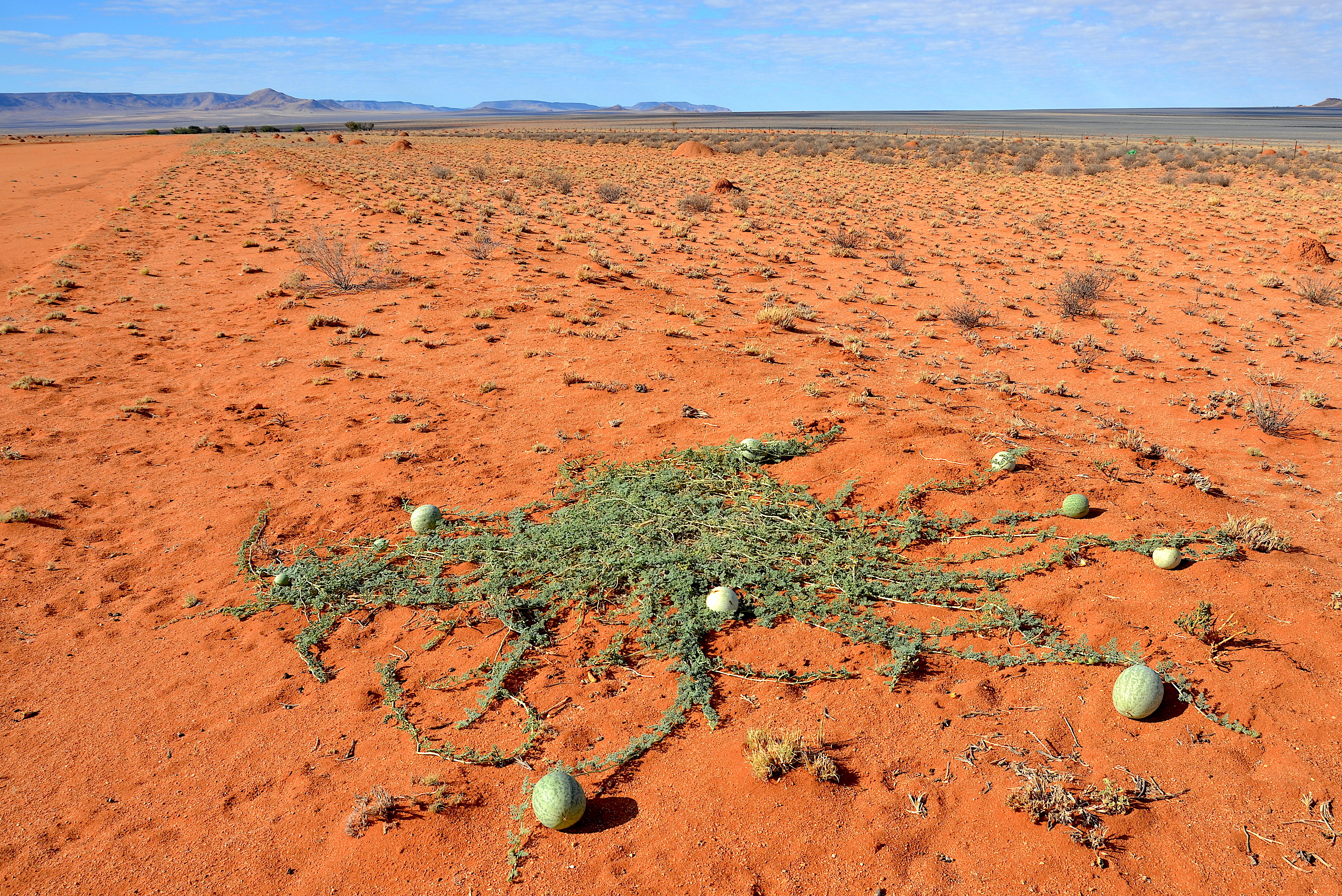
Citrullus ecirrhosus
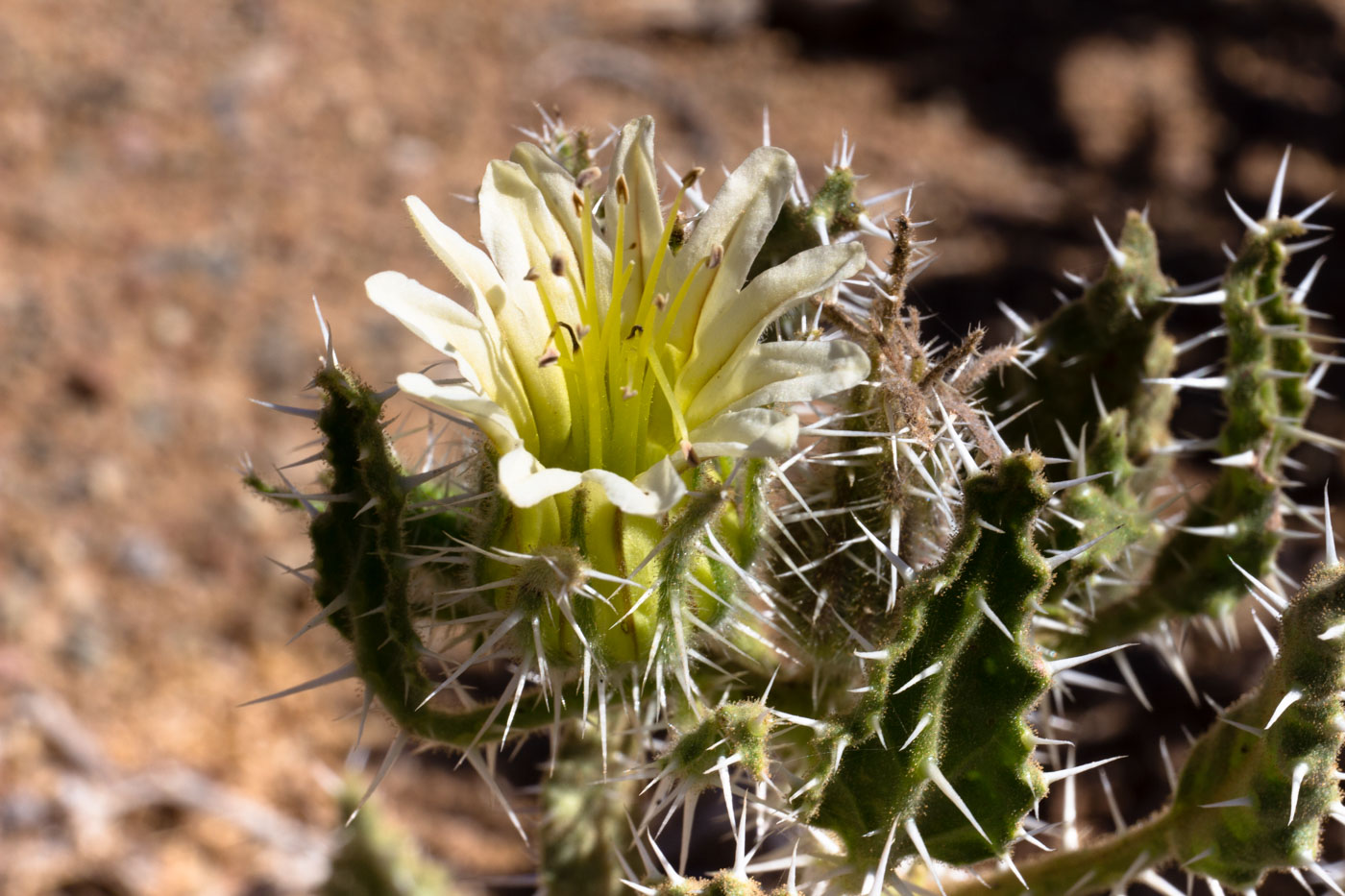
Codon royenii
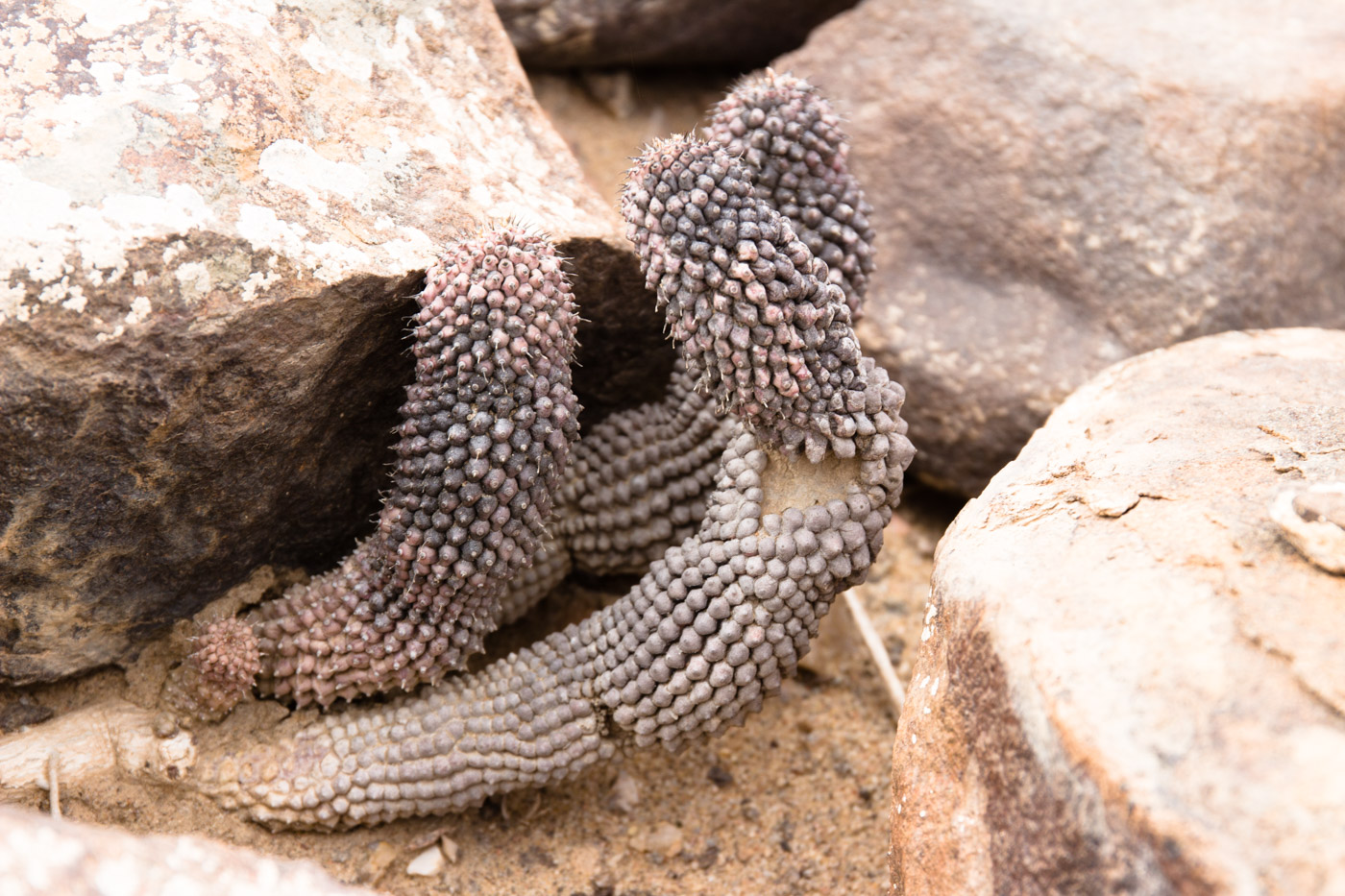
Hoodia pedicellata
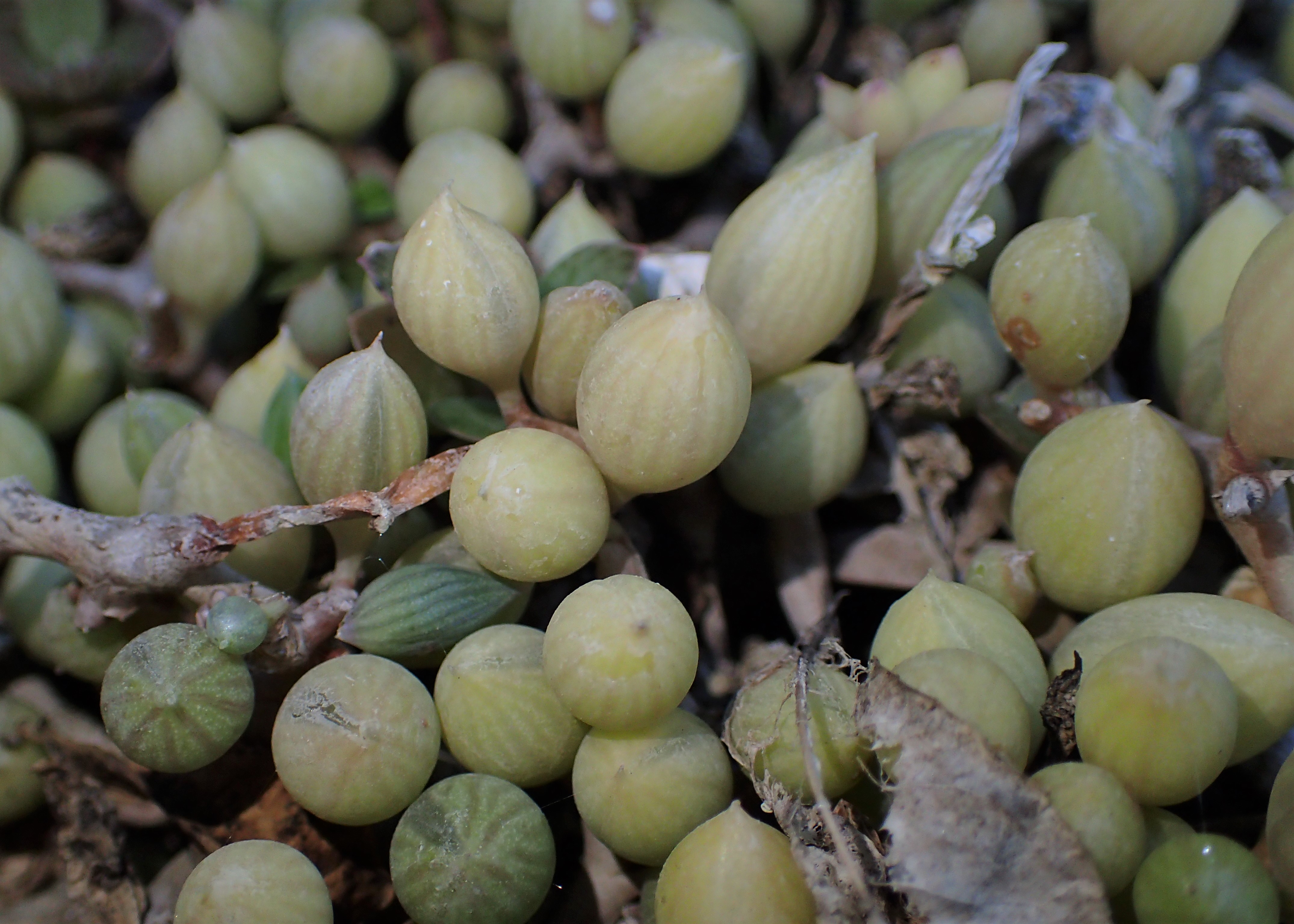
Kleinia herreana